# Roberta Bianconi
Roberta Bianconi (Rapallo, 8 luglio 1989) è una pallanuotista italiana, attaccante del Rapallo e della Nazionale Italiana.
Nel 2015 è stata eletta miglior giocatrice d'Europa ricevendo - prima italiana a riuscirvi - il prestigioso LEN Award. Si è aggiudicata il riconoscimento in altre due occasioni, nel 2016 e nel 2023.

## Carriera

### Club
Cresciuta nelle giovanili della Camogli, ha esordito in serie A1 tra le file del Rapallo nella stagione 2007-2008. Con la stessa squadra ligure ha disputato la finale scudetto nel 2010-11, campionato in cui è risultata seconda anche nella classifica dei marcatori. Nella stessa stagione ha conquistato la Coppa Len. L'anno successivo, con la cessione del titolo sportivo del Rapallo alla Pro Recco, è confluita, insieme alle altre compagne di club, nella squadra recchelina, con la quale ha subito vinto la Supercoppa europea, la Coppa dei Campioni e lo scudetto. 
Dopo aver partecipato ai Giochi Olimpici di Londra nel 2012, veste la calottina della Bogliasco nella stagione 2012-2013.
Nella stagione successiva 2013-2014 fa ritorno alla Rapallo, squadra nella quale militerà per una sola stagione, prima dell'importante trasferimento in Grecia.
Dal 2014 al 2017 infatti è  stata titolare dell'Olympiakos, squadra di fama internazionale, con la quale ha vinto importanti trofei e riconoscimenti.
Dal 2017 ritorna in Italia e giocherà per l'Orizzonte CT; successivamente si trasferirà a Milano ed a Verona, prima di tornare a Rapallo.

#### Nazionale
Con la nazionale juniores ha conquistato la medaglia d'oro ai campionati europei di categoria nel 2008 e dall'anno successivo viene convocata nella nazionale maggiore, con la quale ha preso parte ai campionati mondiali di Roma 2009 e di Shanghai 2011, a due edizioni della World league, vincendo l'argento nel 2011, agli europei del 2010, conclusi ai piedi del podio, e del 2012, vincendo la medaglia d'oro.
Nel 2016 vince la medaglia d'argento ai Giochi Olimpici di Rio de Janeiro, e in seguito viene nuovamente eletta miglior giocatrice d'Europa vincendo il LEN Award 2016.
Dal 2022 è membro del gruppo sportivo Fiamme Oro.

## Palmarès

### Club

#### Trofei nazionali
- Campionato italiano: 2

Pro Recco: 2011-12
Orizzonte Catania: 2018-19
- Coppe Italia: 2

Rapallo: 2013-14
Orizzonte Catania: 2017-2018
- FIN Cup: 1

Orizzonte Catania: 2017-18
- Campionato greco: 3

Olympiakos: 2014-15, 2015-16, 2016-17

#### Trofei internazionali
- LEN Champions Cup: 2

Pro Recco: 2011-12
Olympiakos: 2014-15
- Coppe LEN: 2

Rapallo: 2010-11
Orizzonte Catania: 2018-19
- Supercoppa LEN: 3

Pro Recco: 2011
Olympiakos: 2015
Orizzonte Catania: 2018

### Nazionale
- Olimpiadi

Rio de Janeiro 2016: 
- Mondiali

Kazan' 2015: 
Fukuoka 2023: 
- World League

Tianjin 2011: 
Kunshan 2014: 
- Europei

Eindhoven 2012: 
Belgrado 2016: 
- Europei giovanili

La Canea 2008: 

## Riconoscimenti
- LEN Award: 2015, 2016, 2023